# Hallux extensus
El hallux extensus es una deformidad del dedo gordo del pie que consiste en una flexión (extensión) dorsal permanente de ambas falanges de este último a nivel de la primera articulación metatarso-falángica, pudiendo implicar también la interfalángica, lo que provoca diversas molestias, en especial, al rozar contra el calzado.

## Etiología
Existen varias causas, tanto de tipo idiopático, por ejemplo, en personas obesas que usan calzado de tacón alto y pes cavus. También puede tener origen iatrogénico, como resultado de una artroplasia de hallux valgus en la que no se ha repuesto el aparato sesamoideo.

## Tratamiento
La cirugía está indicada prácticamente en todos los casos, lo que produce corrección o mejora. En cada caso se elige un tipo diferente de intervención: transposición de tendones, implante artroplástico, artrodesis, etc.